# Pseudeucinetus novabritannica
Pseudeucinetus novabritannica är en skalbaggsart som beskrevs av Delève 1973. Pseudeucinetus novabritannica ingår i släktet Pseudeucinetus och familjen lerstrandbaggar. Inga underarter finns listade i Catalogue of Life.